# لوكاس مولو
لوكاس مولو هو سائق سباق برازيلي، ولد في 8 يونيو 1983.

## روابط خارجية
- لوكاس مولو على موقع DriverDB.com (الإنجليزية)